# Joyaux de la Couronne portugaise
Pour les articles homonymes, voir Joyaux de la couronne.
Les joyaux de la Couronne portugaise sont des bijoux, des insignes et des vêtements de parade portés par les rois de Portugal sous la monarchie portugaise. Tout au long de ses neuf siècles d'histoire, les joyaux de la Couronne portugaise ont subi des pertes et se sont reconstitués. La majeure partie de l'ensemble actuel date du règne de Jean VI et Louis Ier. Les joyaux sont actuellement exposés au musée du Trésor royal, au palais national d'Ajuda, ancienne résidence royale, à Lisbonne.

## Histoire
A la fin du XVe siècle, le Portugal rassemblait un riche trésor de joyaux issus du règne de Manuel Ier (1495-1521), l'un des hommes les plus puissants du monde à l'époque, connu pour son plaisir du faste. Une grande partie de ces joyaux seront perdus lors de la prise de possession de la Couronne portugaise par les Habsbourg.
En 1581, résistant à l'union ibérique, le prince Antoine de Portugal, petit-fils de Manuel, acclamé roi par la population, collectionna les joyaux de la Couronne portugaise avant que Philippe Ier ne devienne roi de Portugal. Cherchant du soutien pour sa cause, il s'enfuit en France en emportant avec lui ses bijoux, dont de nombreux diamants précieux. Bien reçu par la reine consort Catherine de Médicis, il lui vendit certaines pièces en échange du soutien français dans ses projets de récupération du trône et de destitution de Philippe Ier. Lorsque les forces franco-portugaises furent vaincues aux Açores, en 1583, Antoine s'est exilé et a consacré sa vie à tenter de reconquérir le trône. En Angleterre, il demande l'aide de la reine Élisabeth Ire, à qui il donne en gage des bijoux, dont le célèbre « miroir du Portugal », décrit comme un diamant quadrangulaire d'environ 30 carats, pour plusieurs tentatives de prise de Lisbonne, comme comme celle de la contre-armada anglaise de juillet 1589. Après plusieurs tentatives infructueuses, la pauvreté l'a amené à vendre la plupart des diamants restants, : le dernier et plus beau diamant, dit diamant Sancy, sera acquis par Nicolas de Harlay de Sancy, passant à Maximilien de Béthune et faisant désormais partie des joyaux de la Couronne de France.
Pendant la guerre de Restauration, Jean II de Bragance vendit de nombreux joyaux de la Couronne portugaise pour financer la guerre avec l'Espagne. Lorsqu'il devint roi de Portugal en 1640 et déposa la maison de Habsbourg, il plaça sa couronne aux pieds d'une statue de Notre-Dame de l'Immaculée Conception, la déclarant « vraie reine de Portugal ». Depuis lors, les monarques portugais n’ont pas eu de couronnement, mais plutôt une acclamation.

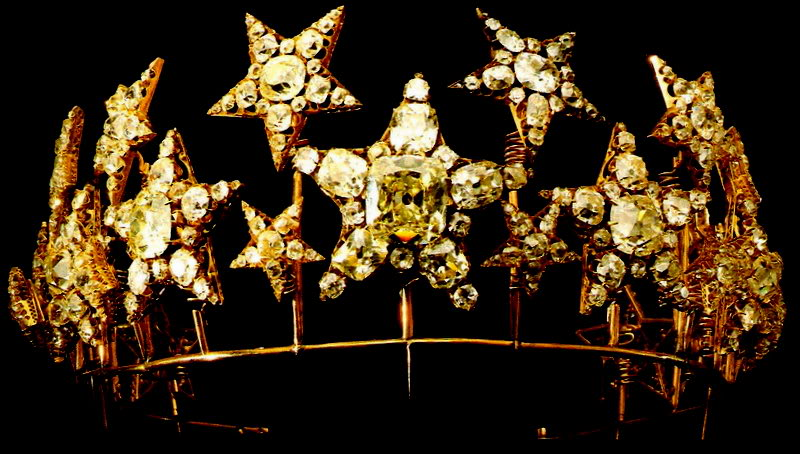
Diadème d'étoiles, diamants, or réalisé pour Maria Pia de Savoie.

En 1755, le grand tremblement de terre de Lisbonne détruit le palais de Ribeira, la résidence royale portugaise. Avec la destruction du palais, d'innombrables joyaux de la couronne portugaise de l'époque ont été détruits, perdus ou volés.
Lorsque sa cour était à Rio de Janeiro, Jean VI fit réaliser une nouvelle parure de joyaux de la Couronne. Créé par le joaillier royal dans l'atelier d'António Gomes da Silva, l'ensemble comprenait une nouvelle couronne et un nouveau sceptre, parmi une multitude de pièces. Les pièces de cette période constituent la majorité de l’ensemble actuel des joyaux de la Couronne portugaise.
La reine Marie Ire, en 1808, a même pris soin de vanter le rôle de gardienne des joyaux au service de la Maison royale à travers un ordre public et un édit.

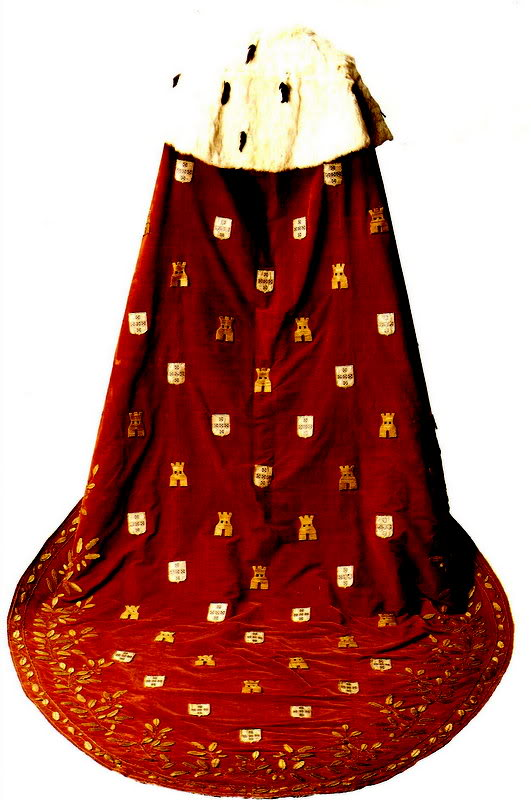
La cape de Louis Ier, également connue sous le nom de manteau des rois constitutionnels.

Lorsque Maria Pia de Savoie devint reine consort de Portugal, le roi Louis Ier ordonna la fabrication de nombreux nouveaux bijoux. Au même moment, un nouveau manteau royal était confectionné. Lorsque la famille royale portugaise s'est exilée, de nombreux bijoux sont partis chez la reine Amélie d'Orléans et la reine mère Maria Pia de Savoie.
En 2002 à La Haye, lors d'une exposition sur les joyaux des Couronnes européennes pour lesquels ils avaient été prêtés, six pièces des joyaux de la couronne portugaise ont été volées,, dont un diamant de 135 carats, le khanat du Bengale en or avec 387 diamants, une bague avec un diamant de 37 carats, un collier avec 32 diamants et une paire d'épingles en forme de trèfle. À la suite de l'enquête menée par le musée et les autorités néerlandaises, le gouvernement néerlandais a versé la somme de six millions d'euros au gouvernement portugais à titre de réparations. Les bijoux n'ont pas été retrouvés.